# Der schiefe Turm

Erich Schleyer

Der schiefe Turm war eine Kindersendung im österreichischen Kinderprogramm Confetti TiVi des ORF, die von dem 19. Februar 2005 samstags im ORF 1 bis zum 12. September 2008 lief.
Die Sendung wurde von Erich Schleyer und von Kindern moderiert. Es werden den jungen Zuschauern jeweils drei Kinder- und Jugendbücher vorgestellt – die Palette der vorgestellten Bücher ist groß, sie reicht von Klassikern über Bestseller bis zu Neuerscheinungen. Die Büchersets kann man in der darauffolgenden Woche gewinnen, indem man am Wochengewinnspiel teilnimmt. Einzuschicken ist meistens etwas Kreatives: die Kinder werden aufgefordert, Geschichten zu illustrieren, neue Wörter zu kreieren oder einen Aufsatz über ein brisantes Thema zu schreiben. Der Titel Der schiefe Turm weist auf die vielzitierten schlechten Ergebnisse der PISA-Studie hin: die Sendung soll Leselust fördern und Werbung für Bücher machen.
Eine ähnliche Sendung für Bücherwürmer ist das Büchermagazin quergelesen mit Marc Langebeck im Kinderkanal KI.KA.

## Die Dreharbeiten und Vorbereitung der Co-Moderatoren

Der Regieraum

Die Dreharbeiten fanden in der Filmstadt Wien statt. Die drei mitwirkenden Kinder bekommen vor der Sendung eine „Hausaufgabe“: die vier Bücher, die vorgestellt werden, teilen sich zwischen zwei Kindern auf, und einer, im Insiderbereich „Senfgeber“ genannt, hat dasselbe Buch wie Moderator Erich zu lesen. Er ist auch derjenige, der das sogenannte „Lieblingsbuch der Zuseher“ vorstellt.